# Ipče Ahmedovski
Ejup „Ipče“ Ahmedovski (* 6. Januar 1966 in Lažani bei Dolneni, SR Mazedonien, Sozialistische Föderative Republik Jugoslawien; † 30. Juli 1994 in Šopić bei Lazarevac, Bundesrepublik Jugoslawien) war ein jugoslawischer bzw. mazedonischer Sänger. Sein Musikstil war die Narodna Muzika, eine Richtung der Volksmusik, gepaart mit Elementen des jugoslawischen Turbo-Folks. Sein älterer Bruder Jašar Ahmedovski ist ebenfalls ein bekannter Sänger.

## Karriere
Bevor Ipče Ahmedovski nach Belgrad zog, um seine professionelle Musikkarriere zu starten, sang er in der Kneipe seines Vaters in kleineren Kreisen. Schließlich nahm er 1986 sein erstes Album unter dem Namen Bila si devojcica godina mojih (Du warst ein Mädchen meines Alters) auf. Später fing er an mit dem serbischen Komponisten Novica Urošević Lieder zu produzieren und wurde so einem breiteren Publikum bekannt.

## Tod
Im Juli 1994 kam Ahmedovski im Alter von 28 Jahren bei einem Verkehrsunfall auf der Ibarska magistrala (Autobahn 22) bei Šopić nahe der serbischen Stadt Lazarevac ums Leben. Der Mercedes, in dem Ipče Ahmedovski saß, kollidierte mit einem Lastwagen.

### Beisetzung
Ipče Ahmedovski wurde in seinem mazedonischen Heimatort Lažani nahe der Stadt Prilep beigesetzt.

## Diskografie

### Alben
- 1986: Bila si devojčica godina mojih
- 1990: Činio sam čuda
- 1992: Luda devojka
- 1993: Ciganske duše

### Singles (Auswahl)
- 1990: Da Ti Gužvam Postelju
- 1990: Činio Sam Čuda
- 1993: Ja Te Volim, On Te Ima
- 1993: Oči crne, oči plave